# アシュリー・マッケンジー
アシュリー・マッケンジー（Ashley McKenzie 1989年7月17日- ）は、ジャマイカの柔道家。イギリスのロンドン出身。階級は60 kg級。身長162 cm。段位は弐段を取得。

## 経歴
父はジャマイカ人。3人の男兄弟の次男。小さい頃は病弱で心臓が悪く手術もした。意識を失ったこともある。ADHD、OCDと診断されて特別支援学校に通っていたこともあった。11歳の時には「攻撃的な性格」であるとして学校を追放されて、矯正施設にも入れられた。またその頃、最も大切にしていたポケモンカード（リザードン）をある男児に奪われて、取り戻そうとしたところ何度も大外刈で投げられた。インターネットで調べた結果、相手が柔道の技を使っていたことを知ると、地元の柔道クラブを訪ねて見た。するとそこにはカードを奪った男児がいた。話をしているうちに友達となり、カードを返してもらった。さらにそれがきっかけで柔道も始めることになった。
2005年にはイギリス代表としてヨーロッパカデ選手権50 kg級で3位になると、2007年にはヨーロッパジュニア60 kg級でも3位となった。2009年には世界選手権に出場するが、初戦でウクライナのゲオルグリー・ザンタラヤに敗れた。2010年の世界選手権では3回戦でハンガリーの選手に敗れた。U23ヨーロッパ柔道選手権大会では優勝を飾った。2011年にはワールドカップ・ワルシャワとワールドカップ・リバプールで優勝を飾るが、世界選手権では3回戦で山本浩史に指導2で敗れた。2012年には地元で開催されたロンドンオリンピックに出場を果たすが、初戦で平岡拓晃に背負投で敗れた。
その後、イギリスで非常に人気のある『セレブレティー・ビッグブラザー10』というリアリティ番組に出演したことで再び注目を集めることになった。2013年はヨーロッパ選手権で3位となるが、世界選手権では初戦でブルガリアの選手に敗れた。2014年のコモンウェルスゲームズでは優勝した。2015年のグランドスラム・チュメニで2位になった。
2016年のリオデジャネイロオリンピックでは3回戦で敗れた。その後に57 kg級で活躍するフランスのオトーヌ・パヴィアと結婚すると、2017年には女児をもうけた。2022年には英連邦競技大会で優勝した。
2023年からはジャマイカに国籍を変更した。
IJF世界ランキングは774ポイント獲得で21位(24/6/25現在)。

## 人物
趣味はサッカーをしたり観戦することだが、憧れの選手はボクサーのフロイド・メイウェザー・ジュニアだという。好きな音楽はレゲエ。

## 主な戦績
- 2005年 - ヨーロッパカデ選手権大会(50 kg級)　3位
- 2007年 - ヨーロッパジュニア　3位
- 2008年 - ベルギー国際　2位
- 2009年 - U23ヨーロッパ柔道選手権大会　3位
- 2009年 - グランドスラム・東京　5位
- 2010年 - ベルギー国際　3位
- 2010年 - グランプリ・ロッテルダム　5位
- 2010年 - U23ヨーロッパ柔道選手権大会　優勝
- 2011年 - ワールドカップ・ワルシャワ　優勝
- 2011年 - ワールドカップ・リバプール　優勝
- 2012年 - ワールドカップ・アピア　優勝
- 2013年 - パンナムオープン・モンテビデオ　優勝
- 2013年 - ヨーロッパ選手権　3位
- 2013年 - グランドスラム・バクー　5位
- 2013年 - グランプリ・マイアミ　3位
- 2014年 - パンナムオープン・モンテビデオ　優勝
- 2014年 -グランプリ・ハバナ　3位
- 2014年 -　英連邦競技大会　優勝
- 2015年 - グランドスラム・チュメニ 2位
- 2016年 - グランドスラム・バクー 3位
- 2017年 - グランプリ・カンクン　3位
- 2017年 - グランプリ・ハーグ　2位
- 2018年 -　グランドスラム・パリ　3位
- 2018年 - ヨーロッパ選手権　3位
- 2018年 -　グランプリ・ザグレブ　3位
- 2019年 - グランプリ・アンタルヤ　3位
- 2019年 - グランプリ・モントリオール　5位
- 2019年 - グランプリ・ザグレブ　2位
- 2019年 -　オセアニアオープン・パース　2位
- 2022年 -　英連邦競技大会　優勝
- 2024年 -　アフリカオープン・マラケシュ　優勝

(出典、JudoInside.com)

## 出演動画番組
- セレブレティー・ビッグブラザー10 Celebrity Big Brother 10（チャンネル5）
- Coffee With Céline - Ashley McKenzie - YouTube（Judoチャンネル）2020年3月24日[3][13]